# Макрейвен, Уильям
Уильям Макрейвен (англ. William H. McRaven; род. 6 ноября 1955) — военнослужащий ВС США, адмирал ВМС США в отставке (с августа 2014 г.), бывший начальник Командования специальных операций США.

## Служба в ВС США

### На действительной службе в ВМС США
1977.7 — 1978.1. — курсант школы младших специалистов ВМС (база ВМС Коронадо, Калифорния) по ВУС «Подводное минирование». (Мичман (энсин))

1-й полк СпН ВМС 
1978.1. — 1980.1. — зам.командира РДГ (11-й отряд 1-го полка СпН ВМС) (2-й (младший) лейтенант ВМС)

1980.2. — 1982.2. — начальник разведки отряда (1-й отряд 1-го полка СпН ВМС) (англ. Naval Special Warfare Unit 1) (в/ч «Коронадо», Калифорния) (лейтенант ВМС)

оП БТМ СпН ВМС 
1982.2. — 1983.3. — командир РДГ (оП БТМ СпН ВМС) (лейтенант ВМС)

1983.4. — 1983.10.- командир РДГ (на БС в Средиземноморье на время учений ВМС НАТО «Solid Shield '83», UNITAS XXIV и WATC '83 на борту ДКД № 32 Спигел Гроув типа «Томастон») (лейтенант ВМС) 

2-й полк СпН ВМС 
1983.10. — 1984.10. — командир РДГ (4-й отряд 2-го полка СпН ВМС) (лейтенант ВМС)

2-й отряд средств доставки СпН ВМС 
1984.12. — 1986.4. — офицер штаба (2-й отряд средств доставки СпН ВМС) (капитан-лейтенант)

1986.12. — 1988.8. — начальник отдела (отдел средств вывода и доставки УСпН ВМС) (капитан-лейтенант — капитан 3-го ранга) 

1-й полк СпН ВМС 
1988.8. — 198812. — нач. штаба полка (1-й полк СпН ВМС) (капитан 3-го ранга)

1988.12. — 1990.7. — зам. ком. полка (1-й полк СпН ВМС) (капитан 3-го ранга)

Управление СпН ВМС 
1990.6. — 1991.5. — пом. начальника управления (УСпН ВМС) (Капитан 3-го ранга)

1991.6. — 1993.6. — адъюнкт адъюнктуры ВМС США (капитан 3-го ранга — капитан 2-го ранга)

1993.6. — 1994.6. — начальник отдела (отдел БП УСпН ВМС) (капитан 2-го ранга)

### Служба в командных должностях СпН ВМС США
3-й полк СпН ВМС 
1994.6. — 1996.6. — командир полка (3-й полк СпН ВМС) (капитан 2-го ранга) 

1-й полк СпН ВМС 
1996.6. — 1997.10 — нач. штаба полка (1-й полк СпН ВМС) (капитан 2-го ранга)

1997.10. — 1999.10. — зам. нач. отдела (исследовательский отдел ГУ СпН МО США) (капитан 2-го ранга — капитан 1-го ранга)

1999.10. — 2001.10. — командир полка (1-й полк СпН ВМС) (капитан 1-го ранга)

2001.10.- 2003.6.- консультант Комитета по борьбе с терроризмом СНБ США (капитан 1-го ранга)

Участвовал в выработке рабочих принципов стратегии национальной безопасности, национальной стратегии по борьбе с терроризмом, и основных положений официальной политики правительства США по переговорам с террористами и освобождению заложников.

### В военном руководстве СпН
2003.10. — 2006.6. — 1-й заместитель начальника управления (УСО ГУ СпН, (капитан 1-го ранга — младший контр-адмирал)

В должности начштаба 121-й оперативной группы СпН разработал план захвата в плен Саддама Хуссейна.

2003.6. — 2008.3. — начальник оперативного управления рода войск (ОШ войск СпН на Европейском ТВД) (младший контр-адмирал — контр-адмирал) 

(c 2006.10. одновременно являлся начальником оперативного управления сил СпН штаба НАТО в Европе, где отвечал за взаимодействие между ГУ СпН МО США и силами СпН стран-участниц НАТО)

2008.7. — 2011.6 — начальник управления (УСО ГУ СпН), .
В число поставленных под его командованием УСО задач входило повышение эффективности применения войск СпН в борьбе с терроризмом за пределами США.

2011.8. — 2014.8. — начальник главного оперативного управления /Главком рода войск (ГУ СпН/Главком войск СпН) (адмирал)

## Операция «Копьё Нептуна»: уничтожение Усамы бен Ладена силами СпН ВС США
Макрейвену приписывают организацию и выполнение операции «Копьё Нептуна» — атаки, приведшей к смерти Усамы бин Ладена. Директор ЦРУ Леон Панетта поручил организацию атаки Макрейвену, который работал почти  исключительно в контртеррористических операциях и стратегии с 2001 года. Согласно The New York Times: «В феврале мистер Панетта вызвал вице-адмирала Уильяма Макрейвена — командующего Совместной командой специального назначения Пентагона — в штаб-квартиру ЦРУ в Лэнгли, чтобы передать ему информацию об укрытии, а также чтобы начать подготовку военного удара. Адмирал Макрейвен — ветеран секретного мира, написавший книгу об американском спецназе — неделями работал с ЦРУ над операцией, и предоставил три варианта действий: атака на вертолёте с участием морских котиков, бомбовый удар бомбардировщиками B-2, уничтоживший бы укрытие, либо совместный рейд с пакистанскими спецслужбами, которым сообщили бы об операции за несколько часов до её начала». За день до операции Барак Обама отлучился вечером с репетиции корреспондентского ужина в Белом доме и позвонил адмиралу Макрейвену, чтобы пожелать тому удачи».

## Краткая биография
Макрейвен родился в городе Пайнхерст штата Северная Каролина, но провел большую часть своих юношеских лет в городе Сан-Антонио (штат Техас), где он окончил среднюю школу им. Теодора Рузвельта. Его отец, полковник Клод «Мак» Макрейвен был летчиком во время Второй мировой войны и короткое время был игроком в НФЛ. Он учился в Техасском университете в Остине по стипендии по легкой атлетике и являлся членом Резерва ВМС. Выпустился в 1977 году со степенью бакалавра журналистики.
Кроме того, Макрейвен с 1993 года имеет также степень магистра по вопросам национальной безопасности от адъюнктуры ВМС в Монтерее, штат Калифорния, где он помогал создавать и был первым выпускником учебного курса специальных операций/конфликтов низкой интенсивности. Автор книги «Специальные операции. Практические примеры боевого применения сил специальных операций: теория и практика»
Женат, трое детей (два сына и дочь).

## Порядок чинопроизводства
| Знак | Чин                   | Дата производства |
| ---- | --------------------- | ----------------- |
|      | Адмирал               | 2011. 8. 8        |
|      | Вице-адмирал          | 2008. 6. 13       |
|      | Контр-адмирал         | 2006. 7 .23       |
|      | Младший контр-адмирал | 2004. 8. 1        |
|      | Капитан 1-го ранга    | 1998. 9. 1        |
|      | Капитан 2-го ранга    | 1991. 9. 1        |
|      | Капитан 3-го ранга    | 1987. 1. 1        |
|      | Капитан-лейтенант     | 1981. 7. 1        |
|      | Лейтенант ВМС         | 1979. 6. 8        |
|      | Мичман (энсин)        | 1977. 6. 8        |

## Сноски
1. 1 2  Joint Special Operations Command Change of Command (Press release). USSOCOM. 13 июня 2008. {{cite press release}}: Неизвестный параметр |ur= игнорируется (справка)
2. ↑  U.S. Department of Defense, "News Release: No. 610-03 Архивная копия от 26 октября 2012 на Wayback Machine, " August 19, 2003.)
3. ↑  The Times of India, «Op planned by man who helped capture Saddam Архивная копия от 14 мая 2013 на Wayback Machine,» May 4, 2011.
4. ↑  U.S. Department of Defense, "News Release: No. 192-06 Архивная копия от 16 января 2014 на Wayback Machine, " March 06, 2006.
5. ↑  U.S. European Command, «U.S. Special Operations Command Europe commander departs Архивная копия от 26 сентября 2012 на Wayback Machine,» February 29, 2008.
6. ↑  Vice Admiral William H McRaven , Commander Joint Special Operations COmmand Fort Bragg, N.C. Дата обращения: 27 марта 2012. Архивировано 6 апреля 2010 года.
7. ↑  U.S. Department of Defense, "News Release: No. 147-08 Архивная копия от 22 декабря 2014 на Wayback Machine, " February 25, 2008. (вице-адмирал)
8. ↑  Flag Officer Announcements. Defense.gov. Office of the Assistant Secretary of Defense (Public Affairs) (6 апреля 2011). Дата обращения: 4 мая 2011. Архивировано 30 июля 2012 года.
9. ↑  U.S. Department of Defense, "Senators Quiz McRaven for Top Special Operations Slot Архивная копия от 14 апреля 2012 на Wayback Machine, " June 28, 2011.
10. ↑  The Library of Congress, «Presidential Nominations 112th Congress (2011—2012) PN404-112 (недоступная ссылка)».
11. ↑  U.S. Department of Defense, "U.S. Special Ops Forces Unmatched in World, McRaven Says Архивная копия от 14 апреля 2012 на Wayback Machine, " Aug. 8, 2011.
12. ↑  Fayobserver.com, "GMcRaven takes over command of U.S. military’s special operations forces, " Aug 09, 2011.
13. 1 2  Craig Whitlock (4 мая 2011). Osama bin Laden dead: Hamas condemns killing of bin Laden. The Washington Post. Архивировано 24 февраля 2016. Дата обращения: 4 мая 2011.
14. ↑  Mazzetti, Mark; Baker, Peter; Cooper, Helene. Clues Gradually Led to the Location of Osama bin Laden - NYTimes.com. The New York Times (3 мая 2011). Дата обращения: 30 сентября 2017. Архивировано 8 августа 2017 года.
15. ↑  Ibid. https://www.nytimes.com/2011/05/03/world/asia/03intel.html?pagewanted=3&ref=todayspaper Архивная копия от 8 августа 2017 на Wayback Machine
16. ↑  Nominations Before the Senate Armed Services Committee, First Session, 112th Congress. Committee on Armed Services. Архивировано 15 сентября 2018 года.
17. ↑  Heath, Christopher (3 мая 2011). Navy SEAL behind bin Laden mission hails from San Antonio. KENS. Архивировано из оригинала 5 мая 2011. Дата обращения: 4 мая 2011.
18. ↑  William R. Levesque, «SOCom gets new commander in ceremony at MacDill Air Force Base in Tampa Архивная копия от 29 апреля 2012 на Wayback Machine», Tampa Bay Times (August 9, 2011)
19. ↑  Christian, Carol (3 мая 2011). Head of unit that killed bin Laden has Texas ties. Houston Chronicle. Архивировано 7 мая 2011. Дата обращения: 4 мая 2011.